# Esther Applin
Esther Richards Applin (Newark, 24 de novembro de 1895 – Jackson, 23 de julho de 1972) foi uma geóloga e paleontóloga norte-americana.
Applin foi determinante para o uso de microfósseis na determinação da idade de formações rochosas na exploração de petróleo no Golfo do México. Seu trabalho era examinar os microfósseis coletados em perfurações de sondagem, principalmente foraminíferos para determinar a idade das rochas e assim indicar locais de exploração. Suas descobertas foram vistas com ceticismo por outros geólogos da época, mas elas foram cruciais para as perfurações bem-sucedidas de toda a indústria petrolífera.

## Biografia
Applin nasceu em Newark, Ohio, em 1895. Era filha de Gary Richards, um engenheiro civil do Exército dos Estados Unidos e de Jennie DeVore. Por causa do trabalho do pai e de suas constantes transferências, Applin morou em várias cidades em Ohio, depois em Fort Des Moines, em Iowa, onde seu pai ajudou a construir as instalações do forte, mudando-se para San Francisco aos 12 anos.
Após o terremoto devastador em San Francisco, Applin morou na Ilha de Alcatraz com a família de 1907 até 1920, período em que seu pai trabalhou na construção da Penitenciária Federal de Alcatraz. Da ilha, ela ia para a escola e depois para a universidade todos os dias de balsa.
Applin ingressou na Universidade da Califórnia em Berkeley, formando-se em 1919 com honras em geologia, paleontologia e fisiografia. Em 1920, mudou-se da Califórnia para Houston para trabalhar na Rio Bravo Oil Company. Enquanto ainda estava na faculdade, Applin focou seu estudos em macrofósseis, mas tal formação se provou de pouco valor prático no trabalho em campo da indústria de petróleo, já que os fósseis coletados em perfurações eram pequenos demais para uma identificação a olho nu. Applin percebeu que os microfósseis encontrados nas perfurações de sondagem poderiam ser úteis para se fazer correlação entre as formações rochosas subterrâneas. Ela então retornou para Berkeley para estudar micropaleontologia, onde obteve seu mestrado na área em 1920.

## Carreira
Em 1923, seu chefe na companhia de petróleo, o geólogo Edwin T. Dumble, frequentemente a enviava para trabalhos de campo com outro jovem geólogo, Paul Applin (1891–1981). A amizade entre os dois cresceu e eles se casaram no final do mesmo ano. O casal teve dois filhos (Louise e Paul Jr.) e seguindo na contramão de muitas mulheres da época, Esther não parou de trabalhar depois do casamento e dos filhos.
| “ | Fiquei bem ocupada como sempre. Com Laura Lane Wienzel, eu estava trabalhando no papel dos foraminíferos da Formação Yegua, no Texas(...) trabalhamos nesse projeto até quase meia-noite da noite em que Louise nasceu. | ” |

Em 1921, Applin publicou um artigo em Amherst, Massachusetts onde discutia o uso de microfósseis na exploração de petróleo, especificamente na datação de formações rochosas na região do Golfo do México. Sua teoria, porém, foi ridicularizada por geólogos mais experientes e contestada pelo professor J.J. Galloway da Universidade do Texas em Austin.
| “ | Senhores, aqui está essa menina, recém-saída da faculdade, nos dizendo que foraminíferos podem ser usados para determinar a idade de formações rochosas. Senhores, vocês sabem que isso não é possível. | ” |

Mais tarde, o próprio Galloway lucraria em cima das descobertas de Applin e ainda usaria sua técnica para auxiliar várias empresas de petróleo. Em 1925, Applin foi co-autora de um artigo com Alva Ellisor e Hedwig Kniker, que relatava suas descobertas de que as formações rochosas com petróleo na região da Costa do Golfo poderiam ser datadas usando microfósseis.
Applin permaneceu na Rio Bravo até 1927, continuando a liderar o uso da micropaleontologia na indústria do petróleo. Ela teve uma carreira de sucesso na Rio Bravo Oil Company devido ao fato de seus estudos de micropaleontologia fornecerem fósseis-guia para a empresa que disputava com outras companhias as melhores camadas estratigráficas com petróleo. A correspondência de microfósseis-guia entre as camadas estratigráficas não apenas na região da Costa do Golfo, mas também em outras áreas, foi a principal forma de exploração de petróleo para as empresas petrolíferas.
As descobertas de Applin se provaram essenciais e insubstituíveis para as operações de perfuração, até que o uso de perfilagem de resistividade tornou-se mais viável na indústria. Applin teve um impacto duradouro na área, tanto da geologia, quanto da exploração de petróleo, inaugurando um novo ramo de estudos, a micropaleontologia. Suas descobertas transformaram a geologia em um campo de estudo no qual as mulheres podiam se sentir muito mais livres, muito mais do que outras áreas mais estabelecidas.
Depois de trabalhar para a Rio Bravo Oil Company de 1920 a 1927, Applin trabalhou como consultora para várias outras empresas de petróleo até 1944. Em 1942, ela também aceitou o cargo de professora assistente de geologia na Universidade do Texas em Austin, cargo que ocupou até 1945. Em 1944, Applin e sua família mudaram-se para Tallahassee, na Flórida, onde trabalhou ao lado do marido na Serviço Geológico dos Estados Unidos, com a tarefa de interligar os campos de petróleo do leste do Texas, no sudeste dos Estados Unidos e na Flórida, usando micropaleontologia e outros métodos.
Durante uma pesquisa em 1955 na região sudeste da costa do Golfo dos Estados Unidos, Applin descobriu 4 espécies previamente desconhecidas de foraminíferos que ajudaram a correlacionar as condições ambientais pré-históricas no Alabama, Geórgia e Flórida. Em 1960, Applin recebeu uma placa comemorativa da Associação de Estudos Geológicos do Golfo em reconhecimento por suas realizações e contribuições para a área.
Após o declínio do "boom do petróleo", Applin e sua família se mudaram para Jackson, no Mississippi. A partir daí, ela escreveu vários artigos sobre estratigrafia, estrutura dos estados do sudeste e foraminíferos. Em 1962, ela se aposentou do Serviço Geológico. 
Ao se aposentar do Serviço Geológico em 1962, ela recebeu uma menção por Serviço Meritório do Departamento do Interior dos Estados Unidos, que disse: 
| “ | Os dados obtidos e as conclusões alcançadas em seus estudos foram aplicados extensivamente por muitos geólogos em suas pesquisas para petróleo e gás na região da Costa do Golfo. A publicação de estudos geológicos regionais significativos conduzidos em conjunto com seu marido, Paul L. Applin, precedeu imediatamente o período de máxima exploração bem-sucedida de petróleo e gás na região. | ” |

Mesmo aposentada, ela continuou a trabalhar com pesquisa e a publicar trabalhos.
Em 1975, Edgar Wesley Owen escreveu o livro Trek of the Oil Finders, minimizando o papel que Applin e suas colegas paleontólogas desempenharam na descoberta dos microfósseis na indústria do petróleo. Em vez disso, o autor elogiou os homens que não reconheceram a eficiência e precisão dos foraminíferos na bioestratigrafia.

## Morte
Applin morreu em 23 de julho de 1972, em Jackson, aos 76 anos. Ela foi sepultada, ao lado do marido, no Cemitério de Greenlawn, em Keene, em New Hampshire.

## Publicações
- Applin, Esther. «A Microfauna From the Coker Formation, Alabama» (PDF). United States Geological Survey. Geological Survey Bulletin (1160-D)
- Applin, Esther. «A Biofacies of Woodbine Age in Southeastern Gulf Coast Region» (PDF). United States Geological Survey
- Applin, Paul Livingston; Applin, Esther (1965). «The Comanche Series and associated rocks in the subsurface in central and south Florida» (PDF). United States Geological Survey
- Applin, Paul Livingston; Applin, Esther (1947). «Regional subsurface stratigraphy, structure, and correlation of middle and early Upper Cretaceous rocks in Alabama, Georgia, and north Florida». US Geological Survey Publication
- Maher, John Charles; Applin, Esther R. (1971). Geologic framework and petroleum potential of the Atlantic Coastal Plain and continental shelf. [S.l.]: United States Geological Survey. doi:10.3133/pp659
- Applin, Paul Livingston; Applin, Esther (1953). «The cored section in George Vasen's Fee well 1, Stone County, Mississippi». Circular. [S.l.]: United States Geological Survey. doi:10.3133/cir298. hdl:2027/uc1.32106020888019
- Applin, Paul L.; Applin, Esther R. (1953). «The Cored Section in George Vasen's Fee Well 1 Stone County, Mississippi» (PDF). United States Geological Survey